# Adolf Wilhelm Kessler

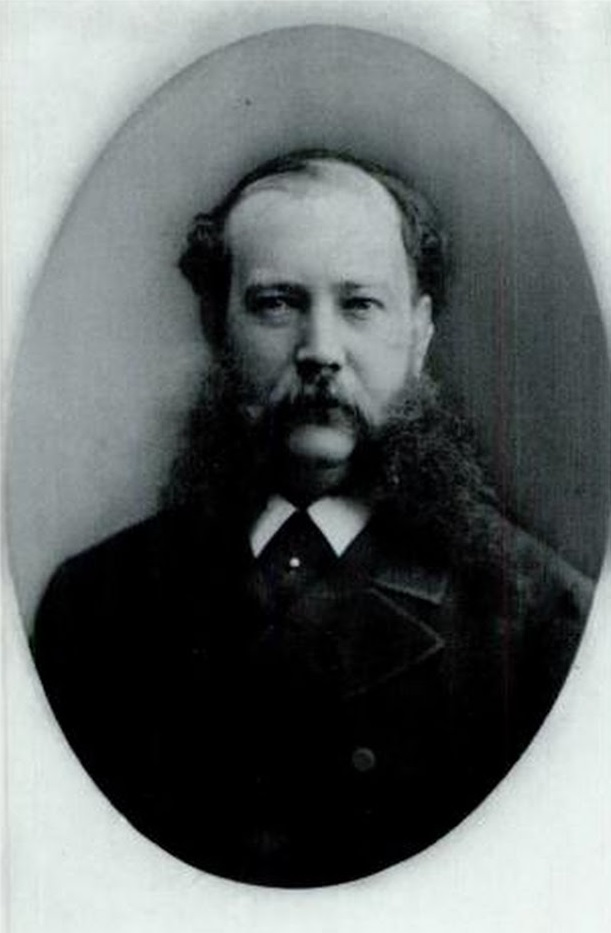
Adolf Wilhelm Graf von Kessler

Adolf Wilhelm Kessler, seit 1879 von Kessler, seit 1881 Graf von Kessler (* 24. November 1839 in Hamburg; † 22. Mai 1895 in Paris) war ein deutscher Bankier und der Vater des Kunstsammlers und Schriftstellers Harry Graf Kessler.

## Leben
Kessler war ein Sohn des reformierten Predigers Johann Ulrich Kessler, der zu Beginn des 19. Jahrhunderts aus St. Gallen in der Schweiz nach Hamburg gekommen war, wo er als Pastor der deutsch-reformierten Gemeinde wirkte und in die Hamburger Bankiersfamilie Auffm’Ordt einheiratete. Die Mutter war Henriette Louise Auffm’Ordt.
Adolf Wilhelm Kessler trat in das Bankhaus seines Onkels Clement Auffm’Ordt ein und wurde Leiter der Pariser Niederlassung der Bank. Nach seiner Heirat mit Alice Harriet Blosse-Lynch im Jahre 1867 lebte er mit der Familie in Paris, bis der Deutsch-Französische Krieg sie 1870 zur Übersiedlung nach England zwang, wo er die Londoner Filiale des Bankhauses leitete. 1872/73 hielt er sich mit seiner Familie in den USA auf und kehrte anschließend nach London und Mitte der 1870er Jahre nach Paris zurück. Adolf Wilhelm Kessler erwarb sich ein beträchtliches Vermögen und besaß eine herausgehobene Stellung in deutschen und internationalen Gesellschaftskreisen. Bei Sommeraufenthalten pflegte er enge Kontakte zum preußischen Hof und verkehrte insbesondere mit den kaiserlichen Generaladjutanten Heinrich von Lehndorff und Fürst Anton Radziwill sowie Kaiser Wilhelm I. selbst. Er unternahm häufige Reisen, besonders nach England und Amerika, und starb unmittelbar nach der Rückkehr von einer Amerikareise in Paris.
Einer seiner direkten Vorfahren soll der Schweizer Reformator Johannes Kessler gewesen sein, der 1522 im Schwarzen Bären in Jena mit Luther disputierte. Aufgrund der Herkunft seines Vaters besaßen Adolf Wilhelm Kessler und seine Familie neben der hamburgischen  auch die Schweizer Staatsbürgerschaft.

## Nobilitierung
1879 wurde Kessler von Kaiser Wilhelm in den erblichen preußischen Adelsstand erhoben. Seine Erhebung in den erblichen Grafenstand zwei Jahre darauf durch den Fürsten Reuß j. L. erregte großes Aufsehen in der Hofgesellschaft und wurde von zahlreichen Standesgenossen mit Argwohn betrachtet. In dem winzigen thüringischen Fürstentum gab es sonst keine Grafen, und die Zwischenstufe des Freiherrnstandes war bei der Erhebung übersprungen worden. Das preußische Heroldsamt erkannte den Grafenstand des Bankiers in Preußen nicht an. Die spätere Behauptung Bernhard von Bülows, diese Standeserhebung habe dazu geführt, dass die vier deutschen Königreiche den deutschen Kleinstaaten das Recht auf selbständige Grafenstandserhebungen entzogen hätten, ist allerdings unzutreffend.

## Familie

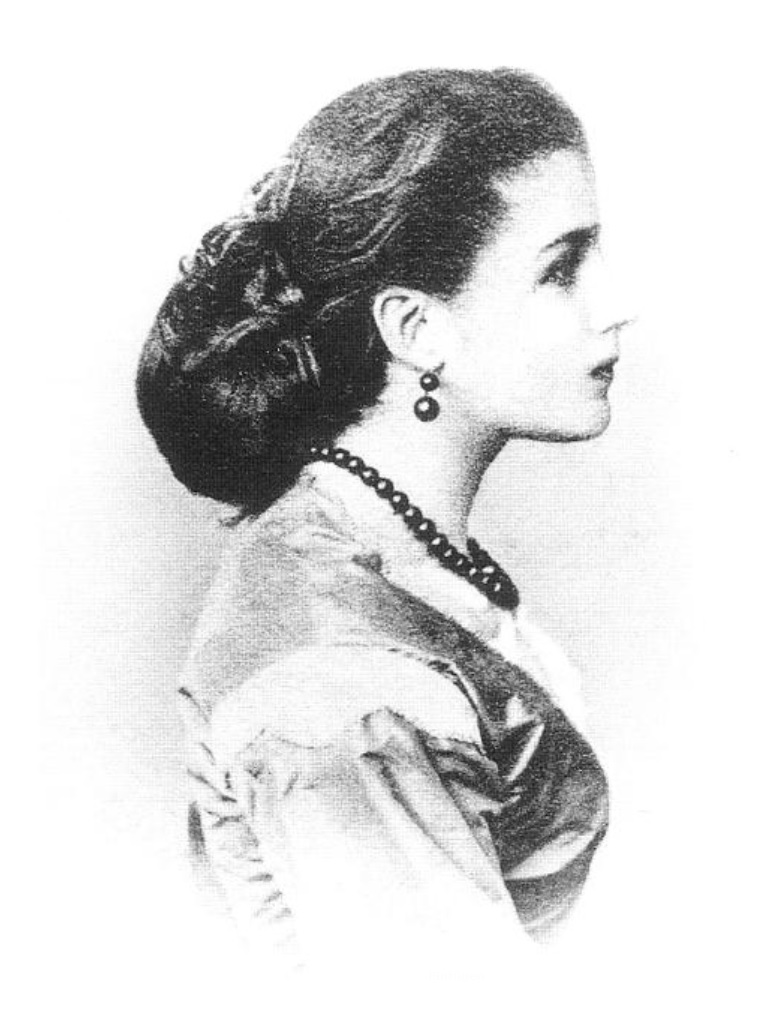
Kesslers Frau Alice, um 1868 (kurz nach ihrer Heirat)

Am 10. August 1867 heiratete Kessler in Paris Alice Harriet Blosse-Lynch (* 17. Juli 1844 in Bombay; † 19. September 1919 in der Normandie), eine Tochter des irischen Marineoffiziers Henry Blosse-Lynch, des Befehlshabers der anglo-indischen Flotte in Bombay. Alice brachte am 23. Mai 1868 in Paris ihren einzigen Sohn Harry (ab 1881 Harry Graf Kessler) zur Welt. 1877 wurde in London die Tochter Wilma geboren (Wilhelma Karoline Louise Alice Kessler, die sich später verheiratet Wilma Marquise de Brion nannte; † 1963); ihr Taufpate wurde Kaiser Wilhelm I. Diesem wurde eine Affäre mit Alice nachgesagt und man hielt ihn auch für den Vater Harrys, der in seinem Tagebuch festhielt: „Ich gelte allgemein als ein Hohenzoller, ein Sohn Wilhelms I.“ Das Gerücht, das besonders der als Verehrer von Alice Kessler abgewiesene spätere Reichskanzler (und selbst 1899 zum Grafen, 1905 zum Fürsten erhobene) Bernhard von Bülow verbreitete, gilt unter Historikern als ungewiss, da die erste verbürgte Begegnung zwischen dem König und Alice erst 1870 in Bad Ems stattfand, sodass Harry wohl nicht aus dieser Verbindung stammen kann. Bülow verkehrte als Mitarbeiter der Deutschen Botschaft in Paris ab 1878 im Auftrag des Berliner Hofes regelmäßig als Spitzel in Kesslers Pariser Domizil und hatte vergeblich versucht, die Bankiersfrau in Abwesenheit ihres Ehemannes zu verführen. In seinen späteren Erinnerungen unterstellte er Adolf von Kessler, dieser habe die Schönheit seiner Frau gewinnbringend für seine geschäftlichen Interessen benutzt.